# باشگاه فوتبال مالتبی ماین
باشگاه فوتبال مالتبی ماین (به انگلیسی: Maltby Main Football Club) یک باشگاه فوتبال در شهر مالتبی، یورکشایر جنوبی، کشور انگلستان است که در سال ۱۹۱۶ میلادی تأسیس شده‌است.